# نبرد برای وسنوث
نبرد برای وسنوث (به انگلیسی: The Battle for Wesnoth) به اختصار وِسْنوثْ نام یک بازی رایانه‌ای آزاد و متن‌باز به سبک استراتژی نوبتی و فانتزی است، که در ژوئن ۲۰۰۳ توسط دیوید وایت طراحی شد. وسنوث که تحت پروانهٔ همگانی عمومی گنو ارائه شده یک نرم‌افزار آزاد است.
دیوید وایت پایه‌های وسنوث از روی بازی‌های سگای ارباب هیولاها و آوای‌جنگ پایه‌گذاری کرد. او می‌خواست که یک بازی استراتژی فکری و مجانی و در دسترس، با متن باز بسازد که قوانین ساده‌ای داشته باشد و در عین سرگرم‌کننده بودن، از هوش مصنوعی قوی برخوردار باشد.
بازی وسنوث یک نرم‌افزار مستقل از بستر است و برای سیستم‌عامل‌های متنوعی از جمله ویندوز، لینوکس و مک اواس‌ایکس ارائه شده است. نگارش ۱٫۱۶٫۲ آخرین نگارش پایدار است که در ۱۶ ژانویهٔ ۲۰۲۲ ارائه شده است. نگارش ۱٫۱۷ این بازی در دست توسعه است.